# Guarda (Galiza)
Guarda (A Guarda; em espanhol/castelhano, La Guardia) é um município costeiro da Espanha na província de Pontevedra, comunidade autónoma da Galiza. Tem 20,5 km² de área e, em 2021, tinha 9 991 habitantes (densidade: 487,4 hab./km²).

## Geografia
Limita com o oceano Atlântico pelo oeste, com o concelho do Rosal pelo norte e pelo leste e, a sudeste, com Portugal, através da fronteira natural do rio Minho.
Além do Museu do Mar, situado perto do molhe, ainda possui o Castelo de Santa Cruz, uma fortaleza que foi construída no contexto das Guerras da Restauração. Aproximadamente um ano depois desta fortaleza estar terminada, os portugueses ocuparam-na, uma vez que o governador, Jorge de Madureira não possuía meios para a defender. A fortaleza esteve em mãos dos Portugueses até 1668, quando, pelo Tratado de Lisboa, se deram por terminadas as guerras da restauração. Em 1809 a fortaleza foi ocupadas por tropas francesas por um breve período, uma vez que milicianos locais, com a ajuda de tropas portuguesas, a recuperaram passado cerca de um mês.
Poder-se-ão encontrar as seguintes praias em: A Armona, A Lamiña, Area Grande, Carreiro, Fedorento, O Codesal e os Muiños.
Pode-se chegar por estrada desde Tui e desde Baiona pela estrada N-552, e desde Caminha por transbordador. Encontra-se a 50 km de Vigo e a 120 de Santiago de Compostela.
Destacam-se os cumes do monte de Santa Trega (314 m) e do monte Terroso (350 m).

## Demografia
| Variação demográfica do município entre 1991 e 2004 | Variação demográfica do município entre 1991 e 2004 | Variação demográfica do município entre 1991 e 2004 | Variação demográfica do município entre 1991 e 2004 |
| --------------------------------------------------- | --------------------------------------------------- | --------------------------------------------------- | --------------------------------------------------- |
| 1991                                                | 1996                                                | 2001                                                | 2004                                                |
| 10091                                               | 9921                                                | 9835                                                | 10162                                               |

## Património arqueológico
- Castro de Santa Trega. Castro de grandes dimensões e muito romanizado, datado de entre o século I a.C o I d.C.